# Wyspy Europy

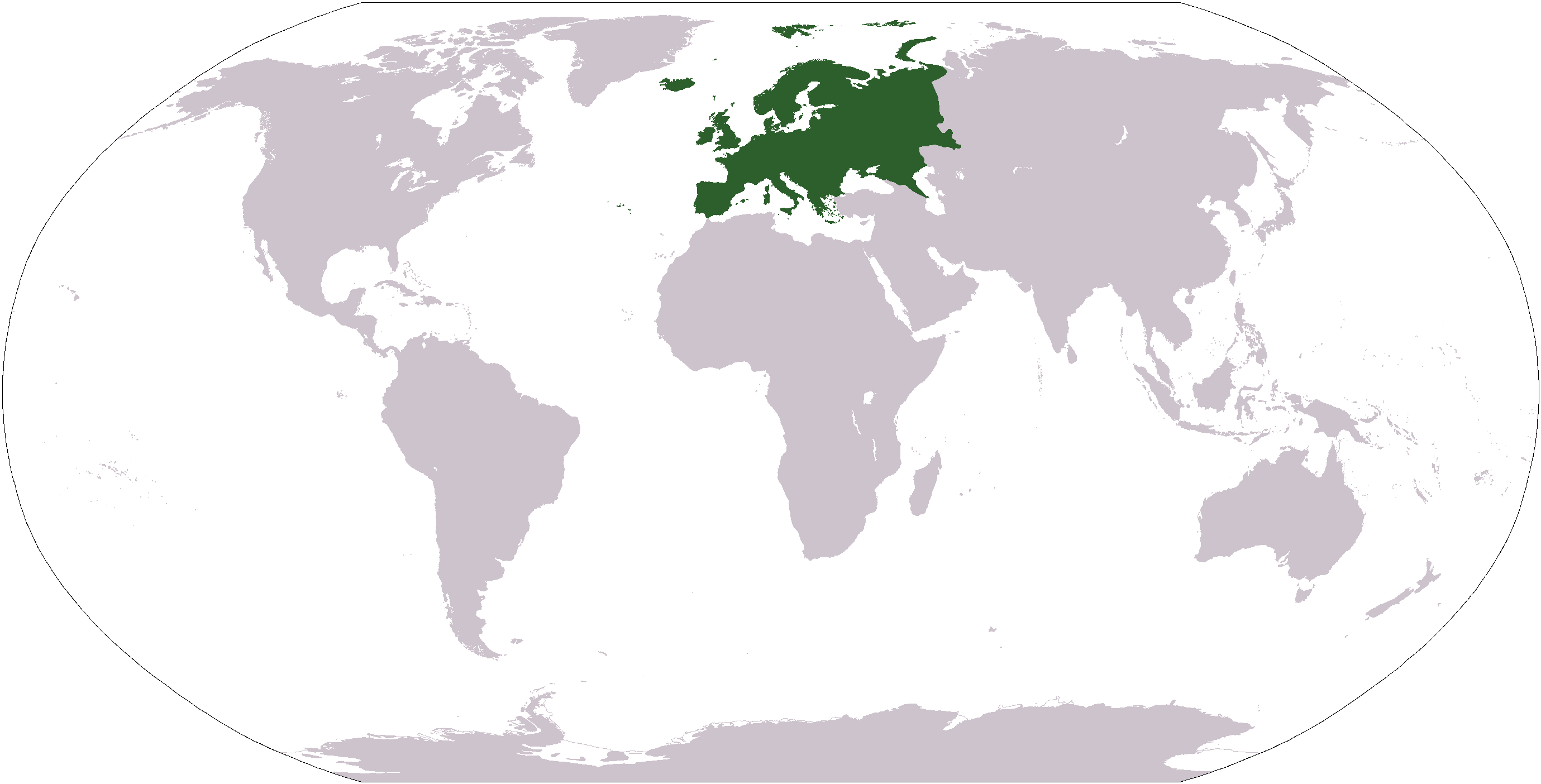
Położenie Europy

Poniższa tabela przedstawia największe wyspy Europy ułożone według powierzchni (pow. 500 km²). W źródłach istnieją rozbieżności co do powierzchni poszczególnych wysp. Poniższe dane pochodzą z listy Programu Środowiskowego Organizacji Narodów Zjednoczonych, chyba że przypis wskazuje inne źródło.
Cypr jest wyspą azjatycką, dlatego nie figuruje w poniższej tabeli. Islandia nie jest częścią kontynentu, ale państwo ją zajmujące należy do państw europejskich.
Tabela nie zawiera wysp stanowiących części państw Europy, ale nieleżących w Europie (np. Martynika czy Wyspy Kanaryjskie), ani terytoriów zależnych państw europejskich (jak Grenlandia czy Falklandy).
| Lp. | wyspa                     | archipelag               | powierzchnia (km²) | państwo                                 |
| --- | ------------------------- | ------------------------ | ------------------ | --------------------------------------- |
| 1   | Wielka Brytania           | Wyspy Brytyjskie         | 209 331            | Wielka Brytania                         |
| 2   | Islandia                  | –                        | 101 826            | Islandia                                |
| 3   | Irlandia                  | Wyspy Brytyjskie         | 81 638             | Irlandia i Wielka Brytania              |
| 4   | Wyspa Północna            | Nowa Ziemia              | 47 079             | Rosja                                   |
| 5   | Spitsbergen               | Svalbard                 | 38 981             | Svalbard, terytorium zamorskie Norwegii |
| 6   | Wyspa Południowa          | Nowa Ziemia              | 33 246             | Rosja                                   |
| 7   | Sycylia                   | –                        | 25 662             | Włochy                                  |
| 8   | Sardynia                  | –                        | 23 949             | Włochy                                  |
| 9   | Ziemia Północno-Wschodnia | Svalbard                 | 14 247             | Svalbard, terytorium zamorskie Norwegii |
| 10  | Korsyka                   | –                        | 8741               | Francja                                 |
| 11  | Kreta                     | –                        | 8350               | Grecja                                  |
| 12  | Zelandia                  | –                        | 7180               | Dania                                   |
| 13  | Kołgujew                  | –                        | 4968               | Rosja                                   |
| 14  | Wyspa Edge’a              | Svalbard                 | 4940               | Svalbard, terytorium zamorskie Norwegii |
| 15  | Nørrejyske Ø              | –                        | 4685               | Dania                                   |
| 16  | Eubea                     | –                        | 3707               | Grecja                                  |
| 17  | Majorka                   | Baleary                  | 3667               | Hiszpania                               |
| 18  | Wajgacz                   | –                        | 3329               | Rosja                                   |
| 19  | Gotlandia                 | –                        | 3027               | Szwecja                                 |
| 20  | Fionia                    | –                        | 2985               | Dania                                   |
| 21  | Ziemia Jerzego            | Ziemia Franciszka Józefa | 2821               | Rosja                                   |
| 22  | Sarema                    | –                        | 2672               | Estonia                                 |
| 23  | Hinnøya                   | Vesterålen               | 2226               | Norwegia                                |
| 24  | Ziemia Wilczka            | Ziemia Franciszka Józefa | 2203               | Rosja                                   |
| 25  | Lewis and Harris          | Hebrydy Zewnętrzne       | 2086               | Wielka Brytania                         |
| 26  | Senja                     | Lofoty                   | 1666               | Norwegia                                |
| 27  | Skye                      | Hebrydy Wewnętrzne       | 1658               | Wielka Brytania                         |
| 28  | Lesbos                    | –                        | 1641               | Grecja                                  |
| 29  | Wyspa Grahama Bella       | Ziemia Franciszka Józefa | 1557               | Rosja                                   |
| 30  | Rodos                     | Sporady                  | 1410               | Grecja                                  |
| 31  | Olandia                   | –                        | 1351               | Szwecja                                 |
| 32  | Wyspa Barentsa            | Svalbard                 | 1341               | Svalbard, terytorium zamorskie Norwegii |
| 33  | Lolland                   | –                        | 1264               | Dania                                   |
| 34  | Ziemia Aleksandry         | Ziemia Franciszka Józefa | 1095               | Rosja                                   |
| 35  | Rugia                     | –                        | 1076               | Niemcy                                  |
| 36  | Wyspa Halla               | Ziemia Franciszka Józefa | 1048               | Rosja                                   |
| 37  | Mainland                  | Szetlandy                | 1038               | Wielka Brytania                         |
| 38  | Hiuma                     | –                        | 1030               | Estonia                                 |
| 39  | Wyspa Salisbury’ego       | Ziemia Franciszka Józefa | 960                | Rosja                                   |
| 40  | Langøya                   | Vesterålen               | 948                | Norwegia                                |
| 41  | Mull                      | Hebrydy Wewnętrzne       | 886                | Wielka Brytania                         |
| 42  | Chios                     | –                        | 823                | Grecja                                  |
| 43  | Sørøya                    | –                        | 811                | Norwegia                                |
| 44  | Kefalinia                 | Wyspy Jońskie            | 775                | Grecja                                  |
| 45  | Kvaløya                   | –                        | 758                | Norwegia                                |
| 46  | Fasta Åland               | Wyspy Alandzkie          | 720                | Finlandia                               |
| 47  | Wyspa Biała               | Svalbard                 | 710                | Svalbard, terytorium zamorskie Norwegii |
| 48  | Minorka                   | Baleary                  | 692                | Hiszpania                               |
| 49  | Ringvassøy                | –                        | 658                | Norwegia                                |
| 50  | Anglesey                  | –                        | 654                | Wielka Brytania                         |
| 51  | Ziemia Księcia Karola     | Svalbard                 | 627                | Svalbard, terytorium zamorskie Norwegii |
| 52  | Kerkira                   | Wyspy Jońskie            | 626                | Grecja                                  |
| 53  | Islay                     | Hebrydy Wewnętrzne       | 620                | Wielka Brytania                         |
| 54  | Wyspa McClintocka         | Ziemia Franciszka Józefa | 612                | Rosja                                   |
| 55  | Bornholm                  | –                        | 604                | Dania                                   |
| 56  | Seiland                   | –                        | 591                | Norwegia                                |
| 57  | Ibiza                     | Baleary                  | 577                | Hiszpania                               |
| 58  | Man                       | Wyspy Brytyjskie         | 573                | dependencja Wielka Brytania             |
| 59  | Hitra                     | –                        | 566                | Norwegia                                |
| 60  | Mainland                  | Orkady                   | 540                | Wielka Brytania                         |
| 61  | Austvågøy                 | Lofoty                   | 534                | Norwegia                                |
| 62  | Wyspa Jacksona            | Ziemia Franciszka Józefa | 521                | Rosja                                   |
| 63  | Andøya                    | Vesterålen               | 511                | Norwegia                                |